# Alessandro Birolini

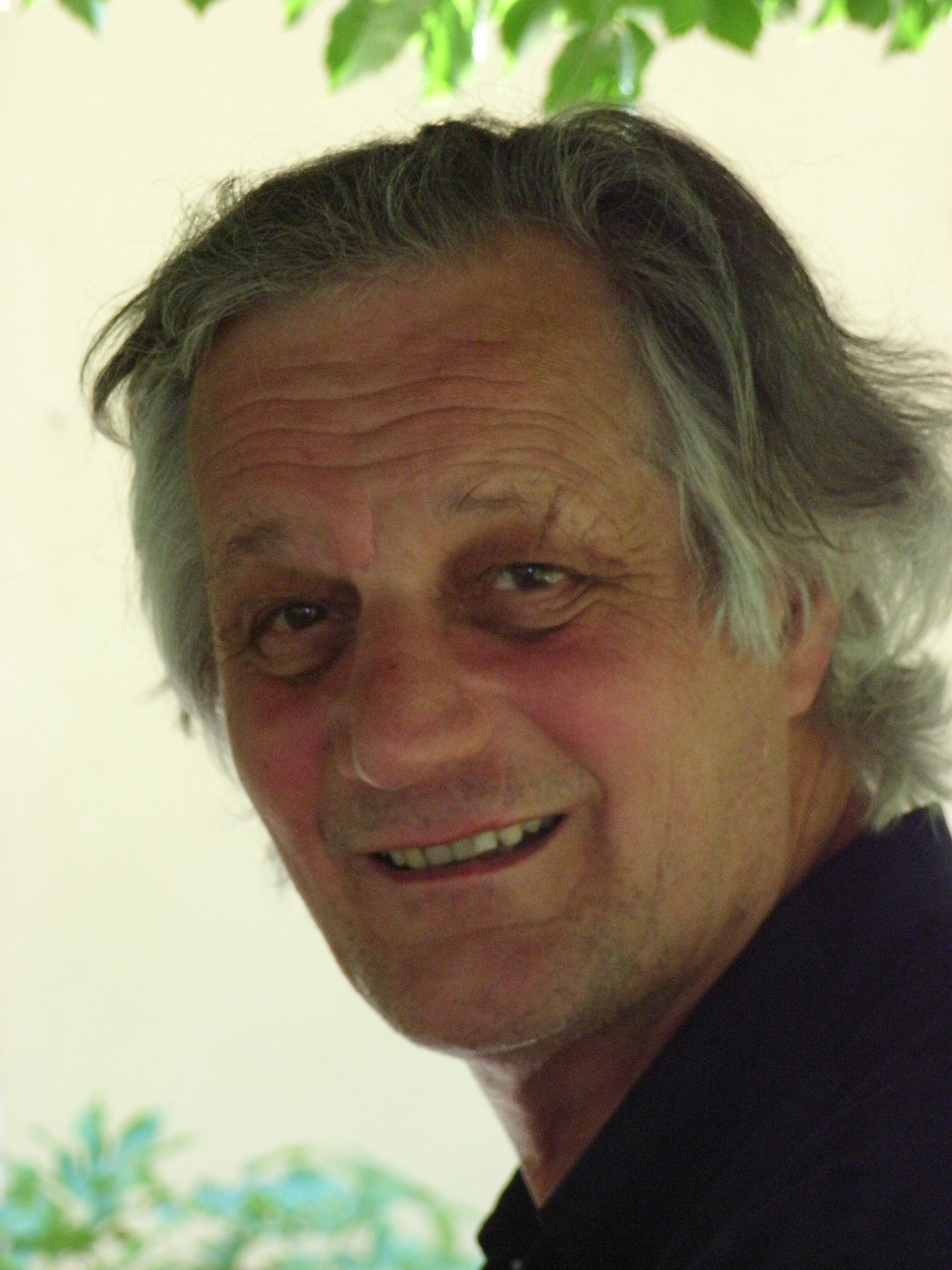
Alessandro Birolini (2006)

Alessandro Birolini (* 13. September 1940 in Lugano) ist ein Schweizer Elektrotechnik-Ingenieur und Hochschullehrer.

## Leben
Birolini absolvierte eine Lehre als Elektriker und studierte anschliessend Elektrotechnik an der ETH Zürich. 1974 promovierte er bei Ernst Baumann über ein Thema aus der Stochastik. Er wechselte anschliessend in die Industrie zur Contraves AG in Zürich und ab 1979 baute er das Schweizer VLSI-Testlabor in Neuenburg auf. 1985 habilitierte er sich und wurde 1986 als Professor für Zuverlässigkeitstechnik an die ETH Zürich berufen. 1999 wurde er emeritiert.
Birolini hat in zahlreichen Veröffentlichungen wesentliche Beiträge zur Zuverlässigkeitstechnik geleistet, insbesondere zur Anwendung stochastischer Prozesse. Sein Forschungsgebiet umfasste aber auch fehlertolerante Systeme, Teststrategien und Ausfallmechanismen elektronischer Bauelemente. Er ist Autor eines international anerkannten Standardwerks auf seinem Fachgebiet und hat zahlreiche Ehrungen erfahren, z. B. die IEEE Third Millennium Medal. Er ist ordentliches Einzelmitglied der Schweizerischen Akademie der Technischen Wissenschaften.

## Publikationen
- Semi-Markoff- und verwandte Prozesse. Dissertation, ETH Zürich, 1974.
- On the use of stochastic processes in modeling reliability problems. Springer, Berlin 1985, ISBN 3-540-15699-2.
- Reliability Engineering. 8. Auflage. Springer, Berlin 2017, ISBN 978-3-662-54208-8 bzw. ISBN 978-3-662-54209-5 (E-Book).